# Guanilát-cikláz
A guanilát-cikláz (EC 4.6.1.2, más néven guanil-cikláz, guanilil-cikláz, röviden GC, szabályos neve GTP-difoszfát-liáz (ciklizáló, 3′,5′-ciklikus GMP-t képző) a guanozin-trifoszfátot ciklikus guanozin-monofoszfáttá és difoszfáttá alakító liáz:
GTP → 3′,5′-gyűrűs GMP + difoszfát
Gyakran a sejten belüli alacsony kalciumszint által aktivált, magas kalciumszint által gátolt G protein-jelkaszkád része. A kalciumszintekre válaszolva a guanilát-cikláz cGMP-t szintetizál GTP-ból. A cGMP nyitva tartja a cGMP kapus csatornákat, lehetővé téve a kalcium sejtbe kerülését.
A cAMP-hoz hasonlóan a cGMP fontos sejten belüli hírvivő, mely a sejtközi hírvivők, például a peptidhormonok és a nitrogén-monoxid által szállított üzenetet továbbítja a sejten belül, és autokrin jelként működhet. Sejttípustól függően adaptív/fejlődési változásokat okozhat, melyek fehérjeszintézist igényelnek. A cGMP a simaizom szövetét lazulásra készteti, és sok homeosztatikus mechanizmusban, például a vazodilatáció, a hangszín, az inzulinszekréció és a perisztaltika szabályzásában részt vesz. Keletkezése után a cGMP-t foszfodiészterázok bonthatják le, melyek szintén szabályozva vannak szövettől függően.

## Reakció
A guanilát-cikláz a guanozin-trifoszfát (GTP) 3',5'-ciklikus guanozin-monofoszfáttá (cGMP) és difoszfáttá bomlását katalizálja:
{\displaystyle {\ce {GTP -> cGMP +2 P_{i}}}}

GTP
cGMP

## Hatások
A guanilát-cikláz a retinában (RETGC) található, és a vizuális fototranszdukciót modulálja a pálcika- és csapsejtekbe. Része a kalciummetabolizmusnak, melyet a fotoreceptorok hiperpolarizációja okoz. A sejtben a kalciumszint csökkenése stimulálja a guanilát-cikláz-aktivátorokat. Tanulmányok szerint a csapsejtek cGMP-szintézise 5-10-szerese a pálcikasejtekének, ami a csapsejtek fényhez való alkalmazkodásában is fontos lehet. A zebradánió az emlősöknél több GCAP-t expresszál, és ezek legalább 3 kalciumiont tudnak megkötni.
A guanilát-cikláz 2C (GC-C) főleg bélneuronokban kifejezett enzim. Ennek aktivációja erősíti a glutamát- és acetilkolin-receptorok által modulált serkentő sejtválaszokat. A GC-C-t, bár főleg a bélhámban való szekréciója miatt ismert, az agy feketeállományának és ventrális tegmentális területének dopaminerg neuronjainak sejttestei és dendritjei is kifejezik. Egy tanulmány szerint ennek szerepe lehet a figyelemhiányos hiperaktivitás-zavarban is.
Az oldékony guanilát-cikláz hemet tartalmaz, és elsősorban nitrogén-monoxid hemhez kötődése aktiválja. Az sGC az elsődleges NO-receptor. Leginkább a striatum fejezi ki, és Parkinson-kórban a striatalis funkciót helyreállítónak tekintett lehetséges jelölt. Az sGC a dopamin- és glutamátszabályzás sejtbeli közvetítője. A neuronérzékenységet okozó cGMP erősítése okozhatja a Parkinson-kór tüneteit dopaminhiányos striatumban. A megnövekedett sejtbeli cGMP ezenkívül okozhat nagy neuronaktiválhatóságot és aktivitást. Ennek erősítése stimulálhatja a preszinaptikus glutamátfelszabadítást és a posztszinaptikus AMPA-receptorokat.

## Típusok
Vannak membránkötött (1-es típus, guanilát-ciklázhoz kapcsolt receptor) és oldékony (2-es típus, oldékony guanilát-cikláz) guanilát-ciklázok.
A membránkötött guanilát-ciklázok külső ligandumkötő doménből (például peptidhormonokhoz, amilyenek az BNP és az ANP), transzmembrán doménből és adenilát-ciklázokhoz homológ belső katalitikus doménből állnak. 2015-ben közvetlen fénykapus guanilát-ciklázt fedeztek fel egy vízi gombában.
Az emlősretinában két, külön gének által kódolt guanilát-ciklázt azonosítottak, a RETGC-1-et és a RETGC-2-t. A RETGC-1-et a csapsejtek a pálcikasejteknél jobban fejezik ki. Tanulmányok szerint a RETGC-1 mutációi a fototranszdukciós folyamatok zavarása miatt csap-pálcika-disztrófiát okozhat.

## Mutációk
A csapdisztrófia (COD) a fotoreceptor-funkció retinális csökkenése, ahol a csapfunkció a disztrófia megjelenésekor megszűnik, de a pálcikafunkció majdnem végig megmarad. A COD oka számos mutáció lehet, például a guanilát-cikláz-aktivátor 1A-é (GUCA1A) vagy a guanilát-cikláz 2D-é (GUY2D). Egész pontosan a GUY2D kódolja a RETGC-1-eg, mely a csapsejt-adaptációban és a fotoreceptorok érzékelésében vesz részt a cGMP-szintézissel. Az alacsony kalciumszint a RETGC-1 dimerizációját okozza a guanilát-cikláz-aktiváló fehérjék (GCAP) általi stimulációból. E folyamat a 817–857. aminosavak közt történik, és az itteni mutációk megnövelik a RETGC-1 affinitását a GCAP-khoz. Ez a kalciumszenzitivitást megváltoztatja, lehetővé téve, hogy a mutáns RETGC-1-et a GCAP a vad típusnál magasabb kalciumszinten aktiválja. Mivel a RETGC-1 cGMP-t állít elő, mely a cGMP kapus csatornákat nyitvatartja, lehetővé téve a kalcium bekerülését, ami különösen magas sejtbeli kalciumszintet okoz. A sejtben sok szerepet játszó és erősen szabályzott kalcium túlzott mennyisége megzavarja a membránt. Ezenkívül az apoptózishoz is kapcsolódik, mivel citokróm c-felszabadítást okoz. Ezért a RETGC-1 mutációi COD-t okoznak a kalciumszint növelésével a csapsejtek halálát okozva.

## Fordítás
Ez a szócikk részben vagy egészben  a   Guanylate cyclase című angol Wikipédia-szócikk ezen változatának fordításán alapul.  Az eredeti cikk szerkesztőit annak laptörténete sorolja fel. Ez a jelzés csupán a megfogalmazás eredetét és a szerzői jogokat jelzi, nem szolgál a cikkben szereplő információk forrásmegjelöléseként.